# Chrysobothris boninensis
Chrysobothris boninensis es una especie de escarabajo del género Chrysobothris, familia Buprestidae. Fue descrita científicamente por Kurosawa en 1975.